# Рудник Шейлібулак
Рудник Шейлібулак – гірничодобувне підприємство на півдні Казахстану, призначене для видобутку фосфоритів однойменного родовища Каратауського фосфоритоносного басейну.
За результатами розвідувальних робіт балансові запаси родовища Шейлібулак визначили як 67,5 млн тон, з них для розробки відкритим способом – лише 7,3 млн тон. В 1993-му почав роботу кар’єр Шейлібулак проектною річною потужністю 350 тисяч тон, втім, протягом кількох десятиліть роботи носили обмежений характер і станом на кінець 2021 року сукупний накопичений видобуток склав лише 718 тисяч тон, з яких за 2012 – 2021 роки – 140 тисяч тон. 
Рудник належить Гірничо-переробному комплексу Чулактау концерну «Казфосфат».